# Knut Bergqvist
Knut Rudolf Bergqvist, född 14 mars 1873 Blädinge socken, Kronobergs län, död 19 maj 1953, var en svensk glasblåsarmästare och formgivare av glas. Han är mest känd för att 1916 ha tagit fram graalglastekniken vid Orrefors glasbruk och även formgett ett stort antal graalglas. Han var en av de mästare vid Orrefors som 1925 fick guldmedalj vid världsutställningen i Paris och vid sin 75-årsdag 1948 tilldelades han av landshövdingen i Växjö konungens Vasamedalj för sin betydelse för den svenska glashanteringen.
Även hans bror Gustaf Bergqvist var glasblåsarmästare.

## Biografi
Bergqvist började i Kosta hytta redan vid 8-9 års ålder, vissa dagar i hyttan i dåtidens barnarbete. Från 12 års ålder blev det heltid som glasarbetare och Bergqvist blev mästare på Kosta 1894, 21 år gammal. Han var åtta månader i USA 1901-02 vid glasbruket White Mills i Pennsylvania. Sedan återvände han till Kosta och stannade där till 1914.
Sommaren 1914 anställdes han vid Orrefors, som året innan förvärvats av konsul Johan Ekman. Denne gav Bergqvist fria händer att experimentera och förnya Orreforsglaset. Disponent Albert Ahlin uppmuntrade honom och speciellt gällde det att utveckla och förbättra tekniken med flerfärgade och etsade överfångsglas. Mäster Knut lyckades helt på egen hand med detta sommaren 1916 och resultatet blev den mellanskiktsdekor som Ahlin i november 1916 döpte till graalglas. Till Göteborgsutställningen 1923 blåste Bergqvist i samverkan med Simon Gate de så kallade slottsglasen. De är tunnväggiga, blomliknande skålar i mörka färger som violett, blått, grönt eller brunt. De är optikblåsta, alltså förblåsta i en vertikalrefflad form, som ger dem en växlande tunn och tjock glasvägg.

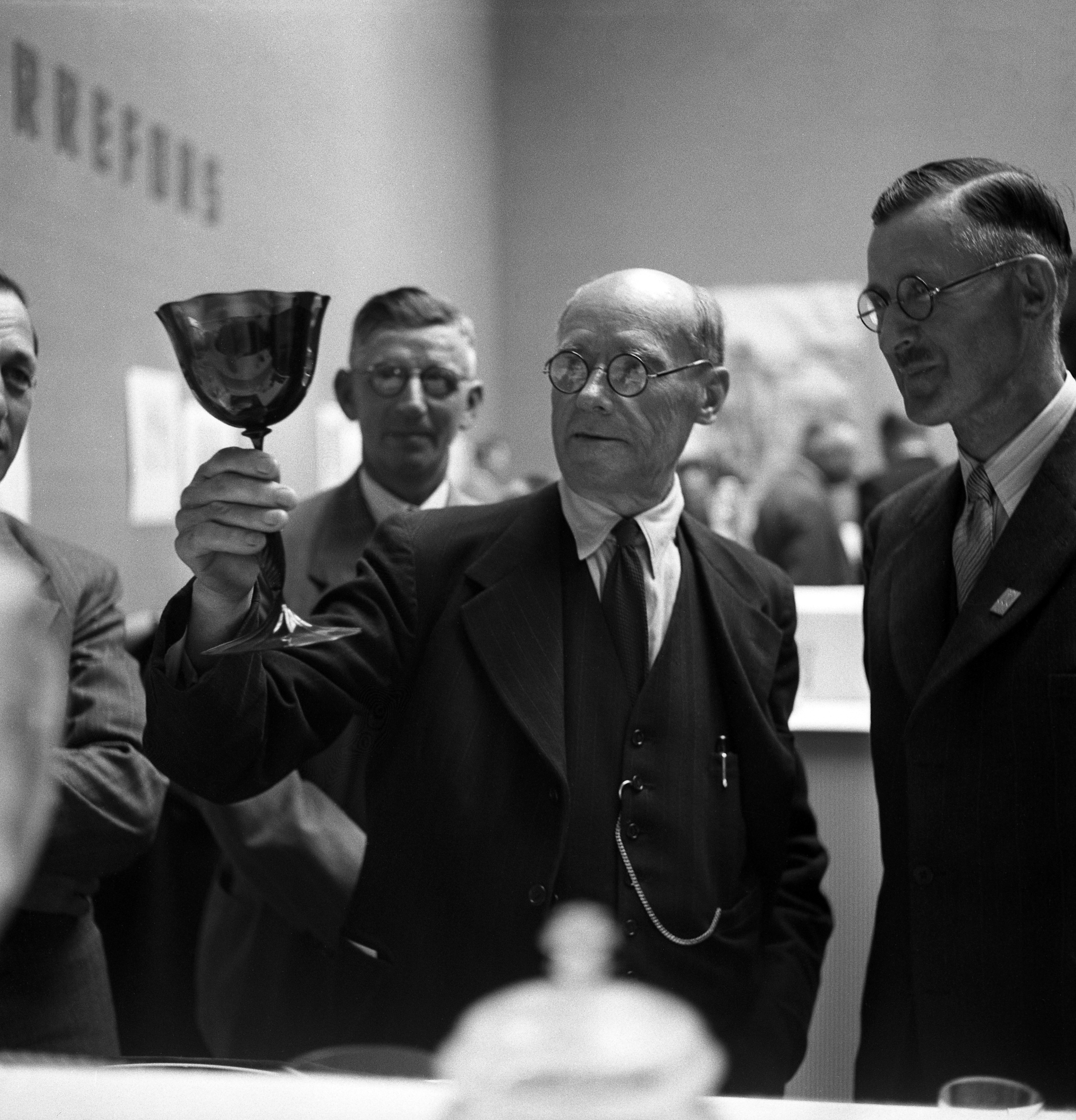
Knut Bergqvist m.fl. studerar ett s.k. slottsglas under Glasets Dag 9 juli 1942 i Orrefors.

1929 flyttade Bergqvist från Orrefors och blev delägare i Lindefors glasbruk. Där var Bergqvist chef för hyttan samt glasblåsarmästare och formgivare. Det finns bevarat ett antal av hans arbetsritningar från denna tid. Först signerade han dem med Kåbe, men gick sedan över till den signatur KB som hade använts på Orrefors. 1931 slog trettiotalskrisen till och man tvingades lägga ner driften.
Eda glasbruk drabbades av samma öde och lades ner 1933. Sommaren 1933 flyttade Edvard och Gerda Strömberg från Eda till Lindefors. Man skrev kontrakt om att arrendera bruket och gav det namnet Strömbergshyttan. Knut Bergqvist och Edvard Strömberg hade mötts tidigare, redan då den senare var ung praktikant vid Kosta glasbruk på 1890-talet. Man kände varandra väl från Orrefors. Större delen av Bergqvists tid på Orrefors var Edvard bruksdisponent där. Strömberg ville gärna ha den skicklige mästaren Bergqvist kvar vid bruket, och så blev det. Bergqvist verkade som mästare vid glasblåsarstolen på Strömbergshyttan till 1947, då han blev hyttmästare, det vill säga chef för glashyttan. Fram till 1950 var han sedan mentor för sonen - hyttmästaren Sven-Erik Bergqvist.
Bergqvist verkade alltså oavbrutet som mästare vid sin hyttstol från 21 till 74 års ålder. Beträffande denna livsgärning gav landshövding Thorwald Bergquist i sitt tal till 75-årsjubilaren Knut Bergqvist följande kommentar: Utan ett intimt samarbete mellan konstnärerna och de kunniga och yrkesskickliga glasarbetarna hade man inte kunnat nå de framgångar som gett svenskt glas en framträdande plats i världen.

## Graalmetoden

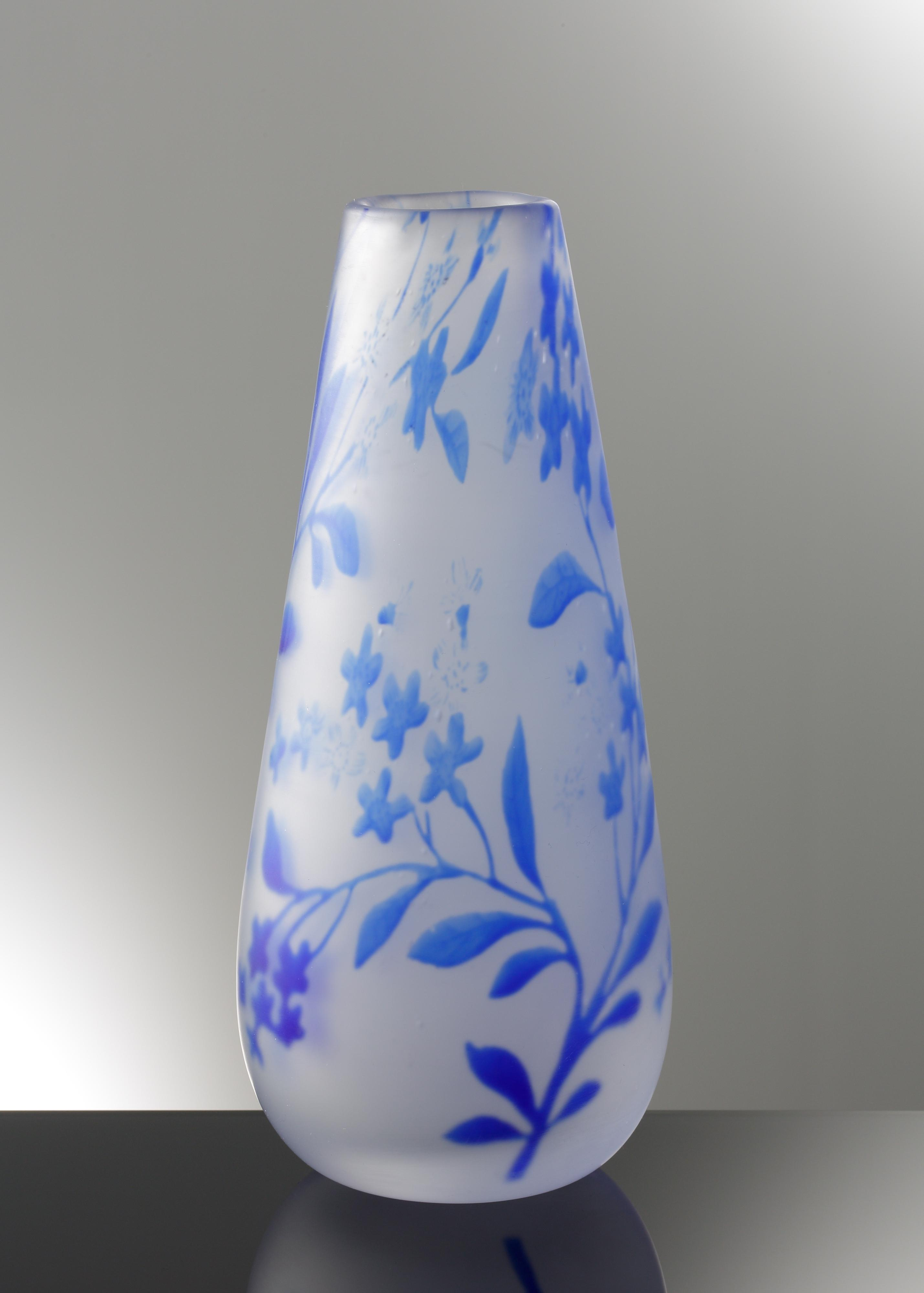
Graal Orrefors KB - HW No 1
hyttarbete utfört av Knut Bergqvist, formgiven av Simon Gate och mönstermakare Heinrich Wollman, 1916.

Under hösten 1916 vidareutvecklade Bergqvist sin graalmetod. Han tillverkade först tvåfärgade graalämnen, varvid en kula med färg i underfång krängdes över en annan färgad kula. Slutligen tog han fram en speciell överdrivningsmetod. Med den nya metoden kunde han göra ämnen med ända upp till fem tunna färgskikt, och utan ett skikt av klarglas mellan dessa färglager. Han undvek på detta sätt att få de luftblåsor i glaset som först uppstod vid experimenterandet och ämnena blev nu tillräckligt tunna för att man skulle kunna etsa sig genom alla färgskikten. Bergqvist utvecklade alltså sin teknik för tunnväggiga graalglas i tre steg från sommaren 1916 till 1917. Vidare framhåller Bergqvist i sina memoarer att det var först in på år 1917 som Simon Gate började rita mönster till graalglas och sedan också arbetsritningar till formgivningen. På ritkontoret diskuterade då konstnär och mästerblåsare tillsammans de formmässiga problemen, och man samarbetade även vid Bergqvists hyttstol där glasen utformades. Mästaren och konstnärerna utvecklade på så sätt tillsammans graalglasens formgivning till det resultat som bidrog till Orreforsglasets världsberömmelse.

## Bergqvist i litteraturen
Bergqvist har berättat om sin verksamhetsperiod från 1880 till 1920 i de memoarer han skrev 1950. Han skriver om livet på Kosta, om glasbruket och dess arbetare, hyttans verkstäder, mästare och tillverkning, hyttpredikan, fackföreningsrörelsen, naturahushållningen, brukshandeln och kooperationen samt om musiklivet, nöjeslivet och tillgången på litteratur. Bergqvist var med om att bilda den första fackföreningen på Kosta 1893. 1896 beslöts att samordna flera lokalavdelningar som uppstått på glasbruken. Man bildade Förbundsföreningen inom Sverige. Styrelsen förlades till Kosta och Bergqvist var styrelsens sekreterare. Bergqvist redogör vidare för arbetsperioden i White Mills. Det sista avsnittet i memoarerna upptar tiden på Orrefors och speciellt om graalglasets födelse 1916 – det avsnitt ur memoarerna som tagits in i boken Kärlek till glas – Agnes Hellners samling av Orreforsglas.
I boken Kärlek till glas berättar även Agnes Hellner om Orrefors och hon belyser mäster Knuts insatser vid detta glasbruk 1914–1929. Båda dessa skildringar visar att Bergqvist skapade det första graalglaset genom att utveckla tekniken med etsade, flerfärgade överfångsglas. Ett uppvärmt sådant glas delades vid glasugnen i mindre delar. En sådan del som fästs vid glasblåsarpipan doppades ner i en degel med klarglas och blåstes ut och drevs vid mästarstolen till graal nummer ett. Det flerfärgade mönstret blev på så sätt inneslutet under ett skikt av ofärgat glas. Bergqvist berättar att han hade denna första graal förvarad i sitt hyttskåp en hel månad, innan han visade det för disponent Albert Ahlin och Simon Gate. Bergqvist finns representerad vid bland annat Nationalmuseum i Stockholm.